# ペイン・ガポーシュキン (小惑星)
ペイン・ガポーシュキン (2039 Payne-Gaposchkin) は小惑星帯に位置する小惑星。ハーバード大学天文台で発見された。
ハーバード大学で研究を行った女性天文学者のセシリア・ペイン＝ガポーシュキンに因んで命名された。